# Pistolet Beretta Cougar
Beretta Cougar – współczesny pistolet samopowtarzalny firmy Fabbrica d'Armi Pietro Beretta S.p.A. Produkowany głównie na rynek cywilny. Po raz pierwszy zaprezentowany na IWA '94 w Norymberdze.

## Wersje
- Cougar D – wersja z mechanizmem spustowym tylko podwójnego działania (DAO). Nie posiada manualnego bezpiecznika. Produkowany w wersjach kalibru 9 mm Parabellum, 9 mm IMI, .40 S&W, .45 ACP.
- Cougar F – wersja z mechanizmem spustowym podwójnego działania (SA/DA). Posiada bezpiecznik nastawny. Produkowany w wersjach kalibru 9 mm Parabellum, 9 mm IMI, .357 SIG, .40 S&W, .45 ACP.
- Cougar L – odmiana wersji Cougar F ze skróconym chwytem. produkowana wyłącznie w kalibrach 9 mm Parabellum i 9 mm IMI.
- Mini Cougar D – odmiana wersji Cougar D ze skróconym chwytem. Produkowany w wersjach kalibru 9 mm Parabellum, 9 mm IMI, .40 S&W, .45 ACP.
- Mini Cougar F – odmiana wersji Cougar F ze skróconym chwytem. Produkowany w wersjach kalibru 9 mm Parabellum, 9 mm IMI, .40 S&W, .45 ACP.

## Opis
Beretta Cougar jest bronią samopowtarzalną. Zasada działania oparta na krótkim odrzucie lufy. Zamek ryglowany przez obrót lufy. Mechanizm spustowy SA/DA (Cougar F i L) lub DAO (Cougar D), z kurkowym mechanizmem uderzeniowym. Bezpiecznik po obu stronach zamka (tylko wersje F i L).
Beretta Cougar jest zasilana z wymiennego dwurzędowego magazynka pudełkowego o pojemności 8-15 naboi (zależnie od wersji), umieszczonego w chwycie. Wersje kalibru .45 ACP zasilane są z magazynków jednorzędowych o pojemności 6 lub 8 naboi. Zatrzask magazynka znajduje się z boku chwytu (standardowo po lewej stronie, może być przełożony na prawą).
Lufa gwintowana.
Przyrządy celownicze składają się z muszki i szczerbinki.

## Dane taktyczno-techniczne
| Dane taktyczno-techniczne pistoletów Cougar |                               |         |         |                               |          |         |         |                               |
| Wersja                                      | 8000D                         | 8040D   | 8045D   | 8000F                         | 8357F    | 8040F   | 8045F   | 8000L                         |
| Nabój                                       | 9 mm Parabellum, lub 9 mm IMI | .40 S&W | .45 ACP | 9 mm Parabellum, lub 9 mm IMI | .357 SIG | .40 S&W | .45 ACP | 9 mm Parabellum, lub 9 mm IMI |
| Mechanizm spustowy                          | DAO                           | DAO     | DAO     | SA/DA                         | SA/DA    | SA/DA   | SA/DA   | SA/DA                         |
| Długość (mm)                                | 180                           | 180     | 183     | 180                           | 180      | 180     | 183     | 180                           |
| Wysokość (mm)                               | 140                           | 140     | 140     | 140                           | 140      | 140     | 140     | 126                           |
| Długość lufy (mm)                           | 92                            | 92      | 94      | 92                            | 92       | 92      | 94      | 92                            |
| Masa bez amunicji (g)                       | 910                           | 905     | 905     | 925                           | 920      | 920     | 905     | 800                           |
| Pojemność magazynka                         | 15                            | 11      | 8       | 15                            | 11       | 11      | 8       | 13                            |

| Dane taktyczno-techniczne pistoletów Mini Cougar |                 |         |         |                 |         |         |
| Wersja                                           | 8000D           | 8040D   | 8045D   | 8000F           | 8040F   | 8045F   |
| Nabój                                            | 9x19 Parabellum | .40 S&W | .45 ACP | 9x19 Parabellum | .40 S&W | .45 S&W |
| Mechanizm spustowy                               | DAO             | DAO     | DAO     | SA/DA           | SA/DA   | SA/DA   |
| Długość (mm)                                     | 180             | 180     | 180     | 184             | 184     | 184     |
| Wysokość (mm)                                    | 115             | 115     | 115     | 115             | 115     | 115     |
| Długość lufy (mm)                                | 92              | 92      | 94      | 92              | 92      | 94      |
| Masa bez magazynka (g)                           | 770             | 765     | 850     | 785             | 780     | 865     |
| Pojemność magazynka                              | 10              | 8       | 6       | 10              | 8       | 6       |